# Chris Avellone
Chris Avellone, född 27 september 1972, är en amerikansk datorspelsdesigner och serietidningsförfattare. Han har tidigare arbetat på Interplay och Obsidian Entertainment och har deltagit i utvecklingen av bland annat Fallout 2, Icewind Dale och Fallout: New Vegas.

## Biografi
Avellone studerade vid Thomas Jefferson High School for Science and Technology i Alexandria, Virginia för att sedan gå vidare till College of William & Mary där han studerade engelska och konst med en fokus på arkitektur.
Efter studierna arbetade Avellone som frilansförfattare och skrev kampanjer till Dungeons & Dragonsinspirerade fantasyspel. 1995 började han på Interplay där han arbetade med bland annat Star Trek: Starfleet Academy, Descent to Undermountain och Fallout 2.
Efter att Interplay fått rättigheterna att utveckla ett datorspel baserat på Planescape-spelvärlden ledde Avellone utvecklingen av Planescape: Torment som släpptes 1999 och fick ett mycket positivt mottagande.
Avellone arbetade med alla spel i Icewind Dale-serien som släpptes mellan år 2000 och 2002. Han arbetade som designer under utvecklingen av Baldur's Gate: Dark Alliance (2001), Champions of Norrath (2004) och den senare nedlagda uppföljaren till Fallout 2, Van Buren.
År 2003 lämnade Avellone Interplay och var med och grundade Obsidian Entertainment. Där arbetade han med Star Wars: Knights of the Old Republic II (2004), Neverwinter Nights 2 (2006), Alpha Protocol (2010) samt Fallout: New Vegas (2010), där han var senior designer. Han arbetade som projektledare för de nedladdningsbara tilläggen Dead Money, Old World Blues och Lonesome Road till Fallout: New Vegas. Mellan 2012 och 2015 arbetade han som narrative designer för Pillars of Eternity.
Den 9 juni 2015 lämnade Avellone Obsidian Entertainment. Den 25 september samma år meddelade Larian Studios på sin Kickstartersida att Avellone skulle arbeta med dem under utvecklingen av Divinity: Original Sin 2.

## Verk

### Datorspel
- Star Trek: Starfleet Academy (1997)
- Fallout 2 (1998)
- Descent to Undermountain (1998)
- Planescape: Torment (1999)
- Icewind Dale (2000)
- Icewind Dale: Heart of Winter (2001)
- Baldur's Gate: Dark Alliance (2001)
- Icewind Dale II (2002)
- Van Buren (2003 - nedlagt)
- Lionheart: Legacy of the Crusader (2003)
- Champions of Norrath (2004)
- Star Wars: Knights of the Old Republic II: The Sith Lords (2004)[10]
- Neverwinter Nights 2 (2006)
- Neverwinter Nights 2: Mask of the Betrayer (2007)
- Alpha Protocol (2010)
- Fallout: New Vegas (2010)
- Wasteland 2 (2014)[11]
- FTL: Advanced Edition (2014)[12]
- Pillars of Eternity (2015)[13]
- Divinity: Original Sin II (2017)[14]
- Torment: Tides of Numenera (2017)[15]
- Prey (2017)[16]
- Into the Breach (2018)

### Seriealbum
Star Wars:
- Unseen, Unheard (2005)
- Heroes on Both Sides (2006)
- Impregnable (2007)
- Old Scores (2007)
- Graduation Day (2007)

Fallout:
- All Roads (2010, en del av Fallout: New Vegas samlarutgåva)